# Петролејка
Петролејка или Петролејска лампа је лампа која светли сагоревањем петролеја.
Лампа се састоји од стакленог, порцеланског или металног резервоара за гориво, фитиља чији је један крај потопљен у петролеј, стакленог цилиндра и спољног огледала које усмерава светлост у одређеном правцу.
Фитиљ, у облику траке од памука, чији је доњи крај потопљен у петролеј, уз помоћ капиларности црпи петролеј на врх фитиља који запаљен, гори, и при томе даје светлост. Уз сам врх Фитиља постоји мали метални део чијим окретањем се фитиљ када изгори помера по мало нагоре. То померање се ради на око сат времена. 
Сам пламен је заштићен од ветра стакленим цилиндром. Поред тога стакло штити да се услед ветра или промаје пламен не пренесе на околину и изазове пожар. Висина дела фитиља који гори мора да се добро подеси јер ако је фитиљ увучен светло је слабо, ако је извучен цилиндар почиње да се гарави. Постоји више димензија стаклених цилиндара у зависности од величине светиљке.
Додато огледало са стране усмерава и појачава интензитет светла у једном правцу, што је згодно ако се лампа окачи на зид или као осветљење некоме ко пише или чита поред светиљке.
Петролеј или гас за петролејке, како га још зову, се сматрао једним од најнеопходнијих материјала који се куповао новцем за сеоско домаћинство (со, шећер, петролеј...).
Неопрезном употребом лампе постојала је опасност од пожара.
Некада масовно у употреби данас се користе врло ретко у планинским забитима где нема електричне енергије или за романтично камповање.